# Cercopoïdeus
Els cercopoïdeus (Cercopoidea) són una superfamília d'insectes hemípters pertanyents al subordre Auchenorrhyncha. Antigament, es considerava enquadrada en a família Cercopidae però, més endavant, aquesta es va escindir en diverses famílies separades: Aphrophoridae, Cercopidae i Clastopteridae. Més enllà, s'ha considerat que la família Epipygidae no ha de pertànyer a Aphrophoridae.
Totes les espècies s'alimenten de plantes, algunes es consideren plagues, ja que malmeten plantes d'interès comercial, ja sigui a l'estadi de nimfa o d'adult.

## Taxonomia
La superfamília Cercopoidea inclou cinc famílies:
- Família Aphrophoridae
- Família Cercopidae
- Família Clastopteridae
- Família Epipygidae
- Família Machaerotidae